# Шольц, Василий Богданович
Василий Богданович Шольц (16 [27] декабря 1798, Раквере — 31 марта [12 апреля] 1860, Санкт-Петербург) — русский врач остзейского происхождения, хирург и акушер, действительный статский советник.

## Биография
После окончания Санкт-Петербургской медико-хирургической академии в августе 1818 года поступил в Ревельский морской госпиталь старшим лекарем. За «важные операции» ему было присвоено звание медика-хирурга, и он перешёл в Петербургский адмиралтейский госпиталь.
19 октября 1825 г. произведён в коллежские асессоры и 16 июля 1837 года пожалован ему с потомством диплом на дворянское достоинство. Герб Шольца внесён в Часть 11 Общего гербовника дворянских родов Всероссийской империи, стр. 119.
28 марта 1828 г. награждён орденом Св. Владимира 4-й степени; 19 октября 1830 г. произведен Надворным Советником; 21 апреля 1832 г. награждён орденом Св. Анны 2-й степени.
Впоследствии стал профессором повивального училища Воспитательного дома (наб. р. Мойки, д. 48, поблизости от квартиры Пушкина); первый из врачей осмотрел раненого Пушкина. Автор записки о болезни и смерти поэта. Лейб-акушер в 1844—1855 гг.
Его сын Эмилий Васильевич (1841—1913) — действительный тайный советник, сенатор, Александровский кавалер.